# بارني مارتن
بارني مارتن (بالإنجليزية: Barney Martin)‏ هو لاعب كرة قاعدة أمريكي، ولد في 3 مارس 1923 في كولومبيا في الولايات المتحدة، وتوفي بنفس المكان في 30 أكتوبر 1997.

## وصلات خارجية
- بارني مارتن على موقع دوري كرة القاعدة الرئيسي (الإنجليزية)
- بارني مارتن على موقعبيزبول رفرنس.كوم (الدوري الرئيسي) (الإنجليزية)
- بارني مارتن على موقعبيزبول رفرنس.كوم (الدوري الثانوي) (الإنجليزية)
- بارني مارتن على موقع إي إس بي إن.كوم (أم.أل.بي) (الإنجليزية)
- بارني مارتن على موقع مشجعي الرسوم البيانية (الإنجليزية)